# Dometorina usnea
Dometorina usnea är en kvalsterart som först beskrevs av Norton och Palacios-Vargas 1987.  Dometorina usnea ingår i släktet Dometorina och familjen Hemileiidae. Inga underarter finns listade i Catalogue of Life.